# 桂陵の戦い
桂陵の戦い（けいりょうのたたかい、繁体字:桂陵之戰、簡体字:桂陵之战、英語: Battle of Guìlíng）は、斉が趙を救うため、魏を攻撃した戦い。囲魏救趙はこの戦に由来する。
周の顕王15年（紀元前354年）、魏は趙の国都の邯鄲城を攻めた。翌紀元前353年、趙は同盟国の斉に救いを求めた。斉の威王は田忌と孫臏に軍を率いさせて救援に向かわせた。孫臏は魏の精鋭部隊は趙を攻めていて、国内には弱小老兵が残っているだけと気付き、魏の国都の大梁（現在の河南省開封市）を攻めた。龐涓は邯鄲の包囲を解き、斉軍と桂陵（現在の河南省新郷市長垣市）で対戦して大敗し捕虜となった。その後、魏と韓は盟を結び、斉を攻めた（襄陵の戦い）。楚と秦の介入の下で、魏と斉は和約して、孫臏は龐涓を釈放した。

## 対魏同盟
魏は戦国時代初期に文侯の改革により強大な国力を得た。そのため、他の諸侯国から警戒された。紀元前356年、趙の成侯と斉の威王・宋の桓公は平陸（現在の山東省済寧市汶上県）で面会し、燕の文公も交えて阿（現在の山東省聊城市陽穀県）で会盟した。その結果、魏は諸国連合から攻められる可能性が出てきた。このため魏は機会をとらえて攻撃することにより、この危機をなくそうとした。

## 魏・趙の交戦
紀元前354年、趙は衛に侵攻して漆と富丘（現在の河南省新郷市長垣市）を取った。衛は魏の保護国であるため、魏は趙の侵攻を防ぐため宋と連合して衛を援助して、攻勢に出た。魏・衛・宋の三国連合軍は趙の国都の邯鄲に侵攻した。趙は門を閉門して防守し、斉に救いを求める伝者を送った。同盟軍は邯鄲を包囲し、一気に趙を滅ぼそうとした。そのため自国の守りが手薄となった。秦は魏軍の主力の不在を目につけて、河西の少梁（現在の陝西省渭南市韓城市）の地を奪取した。この戦争により、魏は自国が包囲侵攻される可能性が却って大きくなってしまった。

## 斉の出兵
威王は趙の危機を知り、救援のために直ちに出兵しようとした。しかし将軍の段干朋は遅れて出兵して魏軍が疲弊したときを狙う戦略を提案した。その戦略は、まず少数の兵力で南に向かい襄陵を攻撃することで、趙を助ける姿勢を示し、なおかつ魏を牽制し疲弊させつつ、そのまま魏軍が邯鄲を攻撃して落とすまで待ち、魏と趙の双方が再び戦う力を失ったときに、はじめて斉が正面から攻撃する戦略であった。威王はこの提案を採用し、趙と魏の両軍が一年以上膠着状態となり邯鄲城が失陥する直前に、田忌を総大将、孫臏を軍師として斉軍主力を率いて趙を支援することを決めた。

## 囲魏救趙

### 孫臏の策略
初めに田忌は邯鄲で魏軍の主力と決戦して邯鄲の包囲を解く作戦を提案した。しかし、孫臏は否とした。「絡んだ紐を解く時は無闇に引っ張るものではなく、喧嘩を止めさせる時は殴り合いに加わらないものです」と言った。そして斬新で実行可能な方法、「批亢搗虚」と「疾走大梁」を提案した。「批亢搗虚」とは要所を突き、虚を突いて、形勢を崩すことである。「疾走大梁」とは迅雷の速さで魏の国都の大梁を攻めて魏の兵糧の輸送を止める。そうすると魏軍は必ず自軍を救うため、自ずと邯鄲の包囲を解くはずである。そして斉軍は魏軍の疲労を利用して魏軍を一気に破るということである。

### 龐涓、策略に嵌る
孫臏の「批亢搗虚」の策に田忌は拝服し、採用した。斉軍主力を大梁に向かわせた。この重要な瞬間に、邯鄲城は落とされたが魏軍の少数の兵力を邯鄲に置いて、龐涓は主力を率いて大梁に向かった。しかし同時に斉軍は桂陵に潜伏し、魏軍の追撃の準備をした。魏軍は長期の国外の戦闘により、疲弊が露わになっていた。加えて、長距離で急速な行軍により、士気は下がった。斉軍と魏軍は一戦を交えたが、魏軍は大敗し、総大将龐涓は生け捕りとなった。結果的に魏軍の包囲は解けた。「批亢搗虚」は桂陵の戦いで実際に運用され、後世では「囲魏救趙」と呼ばれる策略となった。

## 風雲定まらず
しかし、紀元前352年、魏は韓と盟を結び、斉の襄陵城（現在の河南省商丘市睢県）を包囲し、斉軍は大敗した。斉の威王は楚により調停を依頼した。秦は桂陵の戦いの際に、魏を攻めていて斉と和睦しなければならなくなった。結果、紀元前351年、魏は邯鄲を趙に返還し、斉と魏の戦争は収束した。しかしこれは一時的に過ぎず、紀元前342年、馬陵の戦いが勃発し、斉は魏に決定的な勝利をつかみ取り、魏から斉に覇主の地位が移った。